# Blues (Super Rugby)

     Teren podlegający Blues
Blues (dawniej Auckland Blues, pl. Niebiescy) – profesjonalny nowozelandzki klub rugby union występujący w lidze Super Rugby. Zespół trzykrotnie zdobył mistrzostwo rozgrywek Super Rugby (wówczas pod nazwą Super 12): w latach 1996, 1997 i 2003. Zwycięstwo w roku 1996 było triumfem w pierwszym sezonie Super 12. Obszarem właściwym dla franczyzy Blues jest najdalej na północ wysunięta część Wyspy Północnej, a dokładnie tereny przynależne regionalnym klubom z National Provincial Championship - Northland, North Harbour i Auckland. Na co dzień gracze Blues występują na stadionie Eden Park w Auckland. 

## Trenerzy
- Graham Henry (1996–1998)
- Jed Rowlands (1999)
- Gordon Hunter (2000)
- Frank Oliver (2001)
- Peter Sloane (2002–2005)
- David Nucifora (2006–2008)
- Pat Lam (2009–2012)
- John Kirwan (2013–2015)
- Tana Umaga (2016–2018)
- Leon MacDonald (2019–)

## Statystyki

### Miejsca w sezonach Super 12
| Rok  | Mecze | W  | R | P | Pkt.+ | Pkt.- | Pkt.+/- | Pkt. bonusowe | „Duże” punkty | Miejsce | Playoffy                                |
| ---- | ----- | -- | - | - | ----- | ----- | ------- | ------------- | ------------- | ------- | --------------------------------------- |
| 1996 | 11    | 8  | 0 | 3 | 408   | 354   | +54     | 9             | 41            | 1.      | zwycięstwo w finale nad Natal Sharks    |
| 1997 | 11    | 10 | 1 | 0 | 435   | 283   | +152    | 8             | 50            | 1.      | zwycięstwo w finale nad ACT Brumbies    |
| 1998 | 11    | 9  | 0 | 2 | 388   | 298   | +90     | 7             | 43            | 2.      | porażka w finale z Canterbury Crusaders |
| 1999 | 11    | 4  | 1 | 6 | 202   | 201   | +1      | 5             | 23            | 9.      |                                         |
| 2000 | 11    | 6  | 0 | 5 | 300   | 262   | +38     | 6             | 30            | 6.      |                                         |
| 2001 | 11    | 4  | 0 | 7 | 243   | 298   | -55     | 5             | 21            | 11.     |                                         |
| 2002 | 11    | 6  | 0 | 5 | 318   | 249   | +69     | 5             | 29            | 6.      |                                         |
| 2003 | 11    | 10 | 0 | 1 | 393   | 185   | +208    | 9             | 49            | 1.      | zwycięstwo w finale nad Crusaders       |
| 2004 | 11    | 6  | 1 | 4 | 337   | 309   | +28     | 6             | 32            | 5.      |                                         |
| 2005 | 11    | 6  | 0 | 5 | 243   | 216   | +27     | 3             | 27            | 7.      |                                         |

### Miejsca w sezonach Super 14
| Rok  | Mecze | W | R | P | Pkt.+ | Pkt.- | Pkt.+/- | Pkt. bonusowe | „Duże” punkty | Miejsce | Playoffy                     |
| ---- | ----- | - | - | - | ----- | ----- | ------- | ------------- | ------------- | ------- | ---------------------------- |
| 2006 | 13    | 6 | 0 | 7 | 290   | 348   | -58     | 5             | 29            | 8.      |                              |
| 2007 | 13    | 9 | 0 | 4 | 355   | 235   | +120    | 6             | 42            | 4.      | porażka w półfinale z Sharks |
| 2008 | 13    | 8 | 0 | 5 | 354   | 267   | +87     | 8             | 40            | 6.      |                              |
| 2009 | 13    | 5 | 0 | 8 | 339   | 369   | -30     | 12            | 32            | 9.      |                              |
| 2010 | 13    | 7 | 0 | 6 | 376   | 333   | +43     | 9             | 37            | 7       |                              |

### Miejsca w sezonach Super Rugby
| Rok  | Mecze | W | R | P | Pkt.+ | Pkt.- | Pkt.+/- | Pkt. bonusowe | „Duże” punkty | Miejsce | Playoffy                     |
| ---- | ----- | - | - | - | ----- | ----- | ------- | ------------- | ------------- | ------- | ---------------------------- |
| 2011 | 16    | 9 | 1 | 5 | 405   | 335   | +70     | 10            | 60            | 4th     | (porażka w półfinale z Reds) |